# Soucé
Soucé település Franciaországban, Mayenne megyében. Lakosainak száma 149 fő (2022. január 1.). Soucé Saint-Fraimbault, Couesmes-Vaucé és Ceaucé községekkel határos.

## Népesség
A település népessége az elmúlt években az alábbi módon változott:
| Lakosok száma | 235  | 187  | 170  | 186  | 172  | 166  | 164  | 167  | 168  | 149  |
|               | 1968 | 1982 | 1990 | 2006 | 2013 | 2015 | 2017 | 2019 | 2020 | 2022 |